# Грудинин, Виктор Фёдорович
Грудинин Виктор Федорович (7 марта 1909 в Петербурге — 4 апреля 1969 в Ленинграде) — Герой Социалистического Труда.

## Биография
Родился в Петербурге в семье служащего. В 1926 году окончил среднюю школу, работал учителем сельской школы (Оятский район Ленинградской области) С 1928 года — на Путиловском заводе, сначала браковщиком, потом мастером и одновременно учился в техникуме при заводе. В 1931 году вступил в ВКП(б) и начал учиться на вечернем отделении ВКТИ (Всесоюзном котло-турбинном институте — отраслевом вузе Ленинградского политехнического института). В 1935 году окончил механический факультет ЛИИ (так в те годы назывался Ленинградский политехнический институт) по специальности «Горячая обработка металлов». После института В. Ф. Грудинин работал на Кировском (бывшем Путиловском) заводе заместителем начальника отдела технического контроля, а с 1940 года — начальником термического цеха. Во время блокады Ленинграда был назначен секретарём партийной организации Невского машиностроительного завода им. Ленина, затем инструктором Ленинградского горкома партии, заведующим отделом в горкоме и обкоме ВКП(б). После войны учился в Высшей партийной школе в Москве.
В дальнейшем до конца жизни возглавлял прокатный цех Кировского завода, где внедрил десятки рационализаторских предложений с большим экономическим эффектом и сделал очень многое для механизации ручных и трудоёмких процессов.
В 1966 году удостоен звания Героя Социалистического Труда.
Скончался 4 апреля 1969 года, похоронен на Красненьком кладбище Ленинграда.

## Награды
- Герой Социалистического Труда
- Орден Ленина (28.04.1966)
- Орден Трудового Красного Знамени (17.05.1940)
- Орден Красной Звезды (31.03.1945)
- Орден «Знак Почёта» (5.11.1944)